# Алгоритм Монте-Карло
Алгоритми Монте-Карло — це рандомізовані алгоритми, які дають неправильний результат із нетривіально обмеженою верхньою ймовірністю. Однак вони часто більш ефективні порівняно з детермінованими алгоритмами. Однак, повторюючи алгоритм з незалежними випадковими числами, ймовірність помилок можна зменшити (збільшення ймовірності, докладніше в статті увипадковлений алгоритм). На відміну від алгоритмів Монте-Карло, алгоритми Лас-Вегаса дозволяють обчислювати лише правильні рішення.
Алгоритми Монте-Карло служать основою для моделювання за методом Монте-Карло.
Двома прикладами таких алгоритмів є алгоритм Каргера-Штейна  і алгоритм Монте-Карло для мінімального набору дуг зворотного зв'язку .